# YXX
YXXは日本の民間輸送機（旅客機）計画のひとつ。ボーイング767に発展したYXに続く計画で、アメリカ合衆国のボーイングとの共同開発によりボーイング7J7となった。YXよりも国内比率向上を目指したものの、完成に至らなかった。

## 計画経緯

### ボーイング共同開発
YXがアメリカ合衆国ボーイングとの共同開発（参加比率は15パーセントで実質下請け）になって以来、民間輸送機開発協会では適当なエンジンが見つからずに立ち消えになっていた「YS-33構想」を復活させようとの機運が高まり、1979年（昭和54年）にローカル路線に使用できる100席クラスの小型輸送機を開発する計画が持ち上がった。これが後にYXXと呼ばれる計画である。
日本政府はボーイング767での実態を踏まえ、「YS-11の精神を引き継ぐ、日本独自の計画」として検討を開始した。だがこのころ、日本の自動車業界の急成長によって欧米の自動車会社が圧迫されており、特にアメリカでは対日貿易赤字が増大し続け、対日感情が悪化し始めている時期であった。
このYXX計画が公表されて間もなく、YX同様に国際共同開発の打診が日本にもたらされた。特にアメリカは、日本が自動車だけでなく、航空機にも本格的に参入してくることを恐れ、脅迫にも似た共同開発打診を行った。協会もYXのときと同じく海外へ調査団を派遣したが、調査によって130席以上の大型化が必要であるとされた。
1984年（昭和59年）、幾多の変遷がありつつも、アメリカの対日感情悪化を恐れる日本政府に配慮する形で、日本航空機開発協会（JADC、1983年（昭和58年）に民間輸送機開発協会が新明和工業と日本飛行機が加盟したことから改組）はボーイングが参加を打診した7J7を共同開発することを決定し、第一次了解覚書を交わした。このときに決定したYXX/7J7の概要は以下のとおりである。
- 座席数は147席から166席とする。
- ターボプロップエンジンより進歩したプロップファンエンジンを搭載した双発プロペラ機とする。
- 開発比率はボーイング75パーセント：日本25パーセントとする。

YXの分担比率15パーセントよりは向上したものの、25パーセントでは「日本独自の計画」とは言えない。姿形も、ボーイングの意向によって開発途上であるプロップファンを搭載するなど、当初のYS-33構想とも「日本独自の計画」とする当初の日本政府の意向とも、大きくかけ離れた計画となってしまった。このアメリカに屈する態度は、後に日本の防衛課題にアメリカが露骨に介入した次期支援戦闘機（FS-X、後のF-2）にまで大きな影響を与えるものと成った。

### 先進技術の多用
プロペラ機は低速時の安定性にすぐれ、低空飛行と短距離での燃費のよさが魅力であるが、通常のジェット機よりもスピードが遅いことが難点で、機体の振動と騒音が大きく乗り心地の悪さにつながっており、エアラインはプロペラ機を避ける兆候があった。
プロペラ式となる新型プロップファンエンジンは噴射式のターボファンエンジンに比べて燃費が良いことが上げられ、運航費の10パーセント低下をエアラインに強調するつもりであった。また、プロペラ機ながら、マッハ0.75の速度に達することができ、ターボファンに引けを取らない低振動・低騒音の高性能エンジンと新型プロペラを搭載することとした。価格はエアバスのA320並を目指すこととしていた。
1978年（昭和53年）に発生したイラン革命の影響でイランの石油採掘が中断され、湾岸の不安定化を危惧した先進国は軒並み石油資源確保に動き、1979年（昭和54年）にはOPECが石油価格を大幅に引き上げたため、原油価格が高騰して第二次オイルショックとなった。エアライン各社は燃料費高騰に喘いでいた。
このころ開発されていた同クラスの機体は、エアバスA320、マクドネル・ダグラスMD87/88があったが、いずれもターボファンエンジンであった。あえてボーイングがプロペラ式を選んだ理由は様々に語られるが、やはり燃費のよさを訴えるためだったのだろう。ボーイングはターボプロップのよさを宣伝し、やがてそれは彼らの常套手段である非難合戦となってしまった。
YXX/7J7には様々な先進技術が採用される予定であり、主翼、電子機器に先進技術を採用するほか、複合素材を使用したプロペラ、双方向データ通信システムなどが盛り込まれており、「新タイプの旅客機が登場か」などとマスコミに持ち上げられた。
最重要課題は低振動・低騒音でなおかつ高出力の先進プロップファンエンジンであったが、ゼネラル・エレクトリック社（GE）のGE36が採用される見通しとなった。石川島播磨重工業（現・IHI）はGE36を自社でライセンス生産することを考え、独自にターボプロップエンジンを研究しておく必要から特別認可法人「基盤技術研究促進センター」から助成金を受けてエンジンの研究に取り掛かった。
1986年（昭和61年）、YXXとは別にYSX計画が始まったが、YSXにYXXと同じプロップファンエンジンを搭載する可能性があり、市場調査と技術検討が行われた。結果次第ではGE36となったかもしれないが、開発の遅れから実際には既存のターボファンエンジン方式となった。

### 計画の失敗
YSX計画が始まるころ、YXX/7J7はエンジン開発の不調があらわになり、急速に停滞し始めた。その上、ボーイングの販売も不調であり、この時点で受注0機という有様だった。新エンジン開発が長引いて開発費は高騰し、当初見込んだ販売価格はとても達成できなくなっていた。その不調エンジンに対してエアラインは不安をあらわにしていた。
また、当初ボーイングが見込んだほど、第二次オイルショックの影響は大きくなく、原油価格の暴騰はすぐに収まった上、下落が始まっていた。その上ターボファンエンジンの高性能化によって燃費も向上し、もはや7J7に何の魅力もなくなった上、1978年（昭和53年）の米航空業界の規制緩和によってエアラインは過酷な値下げ競争にさらされており、経営が極度に悪化していた。その上に、さらに不安定要因となることが明らかな7J7を購入する企業はついに現れなかった。1987年（昭和62年）にはボーイング社内での7J7計画は事実上中止となっており、代わりに既存の737改修計画が進められた。
1993年（平成5年）10月、ボーイングは正式に7J7計画の凍結を発表した。ボーイングに依存しきったYXX計画もここに潰えた訳である。エンジン開発の不調や受注ゼロという事実は事前に知っていたものの、やはり日本側に与えたショックは大きかった。しかし、翌月の発表がさらに日本を追い詰めた。

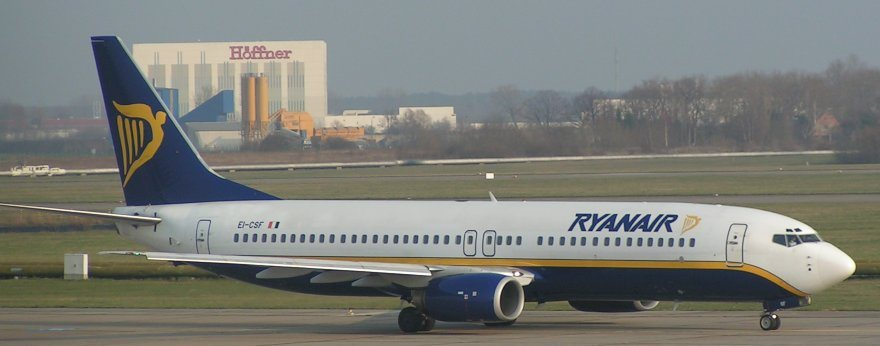
YXXを退けて開発した737 Next Generation 800型

11月、ボーイングは737を改造開発する110から160席（YXX/7J7とほぼ同一）の「737X」（737-600、700、800、900）を発表した。747X計画に開発費を回すためにも、新たな機体を開発するより、開発費を抑えられる既存機の改修という堅実な方法を選んだのだが、この開発に日本は誘われなかったどころか、韓国の大韓航空が開発参加を表明する状態だった。7J7の共同開発締約国である日本に何も知らせないまま、7J7と同時に同クラスである737Xの計画も着々と進めていたことを表していた。もっとも、ボーイングが自社の計画を日本へ知らせる義務は無いものの、日本航空機開発協会はボーイングの真意を確認するとともに、737Xへの参加を要求した。
ボーイングは対中国接近を狙うビル・クリントン政権の思惑のもと、中国・韓国に比重を移しており、737Xにも多数の中韓企業が下請けを受注しているとの情報を得た協会は、完全な日本軽視に対してボーイングに抗議、YXXの代償として737Xの開発参加を要求したが、後々から参加できる余地はなく、ボーイングは慰謝料として日本企業に部品を発注したが、わずかに下請けを与えたに過ぎなかった。（最後発の737-700ER型については全日本空輸がローンチカスタマーであるが、NGシリーズそのものが日本に初めて登場したのはサウスウエスト航空に初号機が納入されてから実に10年も後のことである）
737Xは「737 ネクストジェネレーション」シリーズとして好調な販売を続け、国賓輸送にも採用されたボーイング ビジネスジェット（BBJ）や、軍需の哨戒機P-8、早期警戒管制機E-737などへ発展した。
ビル・クリントン政権が中国寄りとなり、ボーイングも完全に日本を見放したかに思えたが、一方のボーイングは、国際分担によって開発費を減らしたいと言う思惑があり、大抵納期を守る事に加え、低価格で高品質な技術力と、気前良く開発費を拠出する日本側を無視出来なくなっていた。この後、ボーイングはボーイング747とボーイング767の間の350席クラスとなる中型旅客機7-7（後の大型旅客機ボーイング777）の共同開発を日本に打診したり、ボーイング787の開発の協力要請を出すなど、ボーイングと日本との関係はいまだに深い。